# علي آل تاجر
علي آل تاجر (1962-) رسام عراقي ومؤرخ فني. درس الرسم في كلية الفنون الجميلة بجامعة بغداد.

## سيرة
ولد علي آل تاجر عام 1962. التحق بكلية الفنون الجميلة بجامعة بغداد وحصل على شهادة ماجستير في الرسم سنة 1992، ثم عمل رساما لمجلات وجرائد عراقيتين.

## فن
يظهر فن آل تاجر الحياة المدنية في العراق، إبرازا للعادات والجوانب التقليدية للثقافة العراقية، وكثيرا ما يورد في أعماله الزهور وخصوصا الورود.
ذكر جيمس إنسور ومارك شاغال كفنانين استوحى منهما.
عرض سلسلة لوحات سماها بابل عام 2015، وهي دمجت لحظات من الحياة اليومية في العراق مع أشياء وأشخاص رمزيَين.

## بحث
درس آل تاجر كباحث التراث الشعبي العراقي، كما أنه استكشف دور الأساطير القديمة والأشكال الإنسانية والحيوانية في الفن الشعبي العراقي.